# María Paleólogo
María Paleólogo (en griego: Μαρία Παλαιολογίνα) fue una hija ilegítima del emperador bizantino Miguel VIII Paleólogo, la esposa del príncipe mongol Abaqa Kan, y una influyente líder cristiana entre los mongoles. Después de la muerte de Abaqa se convirtió en líder de un monasterio en Constantinopla, que fue nombrado popularmente después como Santa María de los Mongoles.

## Contexto
En el siglo XIII, el Imperio Mongol fundado por Genghis Khan había alcanzado su máxima extensión. Hulagu Khan, nieto de Genghis, había barrido Persia y Siria con su ejército, destruyendo los antiguos califatos islámicos de los Abásidas y los Ayubitas, y llegando a saquear Bagdad, considerado el evento más desastroso en la historia del Islam.
Sin embargo, el imperio estaba comenzando a sufrir disensiones internas, y aunque el centro de poder era el Gran Khan en Karakórum, el Imperio se había dividido en cuatro «Khanatos», uno para cada uno de los nietos de Genghis. Hulagu había recibido la porción conocida como el Ilkanato que se extendía entre lo que hoy en día es Turquía e Irán al oeste, y Pakistán al este. El Khanato situado más al norte alcanzaba partes de Rusia y Europa Oriental, en un territorio conocido como la Horda de Oro. Las relaciones entre los kanatos no eran amistosas y las batallas menudeaban entre ellos, incluso cuando todos intentaban extenderse hacia el oeste en Europa.

## Matrimonio concertado
Miguel VIII, el emperador bizantino de Constantinopla, trató de mantener relaciones amistosas con ambos kanatos. Hulagu deseaba añadir una mujer de la familia imperial de Constantinopla a sus esposas, y Miguel eligió a María, su hija ilegítima. Igualmente, prometió a otra de sus hijas y hermana de María, Eufrósine Paleóloga, a Nogai Khan, el jefe de la Horda de Oro. Ambos kanatos mantenían una actitud tolerante hacia los cristianos.
En su viaje para casarse con Hulagu, María partió de Constantinopla en 1265, escoltada por el abad del monasterio del Pantocrator, Teodosio de Villehardouin. El historiador Steven Runciman cuenta cómo María iba acompañada por el patriarca Eutimio de Antioquía. Sin embargo, al llegar a Cesarea se enteraron de la muerte de Hulagu, y María contrajo matrimonio con el hijo de Hulagu, Abaqa Kan. Llevó una vida piadosa y fue bastante influyente en la política y visión religiosa de los Mongoles, muchos de los cuales eran cristianos nestorianos. Previamente, habían seguido a Doquz Khatun, esposa de Hulagu, como líder religiosa. Cuando Doquz murió en 1265, este sentimiento se transfirió a María, que fue llamada «Despina Khatun» por los Mongoles (Δέσποινα siendo la expresión griega para «señora»).

## Viudez
María residió en Persia en la corte de Abaqa por 15 años, hasta que su marido —seguidor de Tengri— murió y fue sucedido por su hermano musulmán Ahmad. Según el manuscrito de Orleans, Baidu Khan era íntimo de María durante su etapa en Persia y visitaba frecuentemente su ordo (palacio nómada) para oír historias sobre el Cristianismo.
María regresó finalmente a Constantinopla pero, en 1307, durante el reinado de Andrónico II, fue ofrecida nuevamente como novia para un príncipe mongol, Charbanda, gobernante en Oriente Medio, para reforzar una alianza contra el emergente Imperio Otomano, que amenazaba la ciudad de Nicea. María acudió a Nicea, tanto para animar a los defensores como para acelerar las negociaciones con los Mongoles sobre su boda. Se reunió con el sultán Otomano Othman, pero su amenazadora actitud provocó la reacción de los otomanos. Antes que un ejército de 30 000 hombres enviados por los mongoles para ayudarla pudiera alcanzar la ciudad, los Otomanos tomaron la fortaleza de Tricocca, que era la llave de Nicea y la conquistaron.
María fue obligada a regresar a Constantinopla, donde se convirtió en Ktetorissa del Monasterio de Panagiotissa, y permaneció allí el resto de su vida.

## Legado

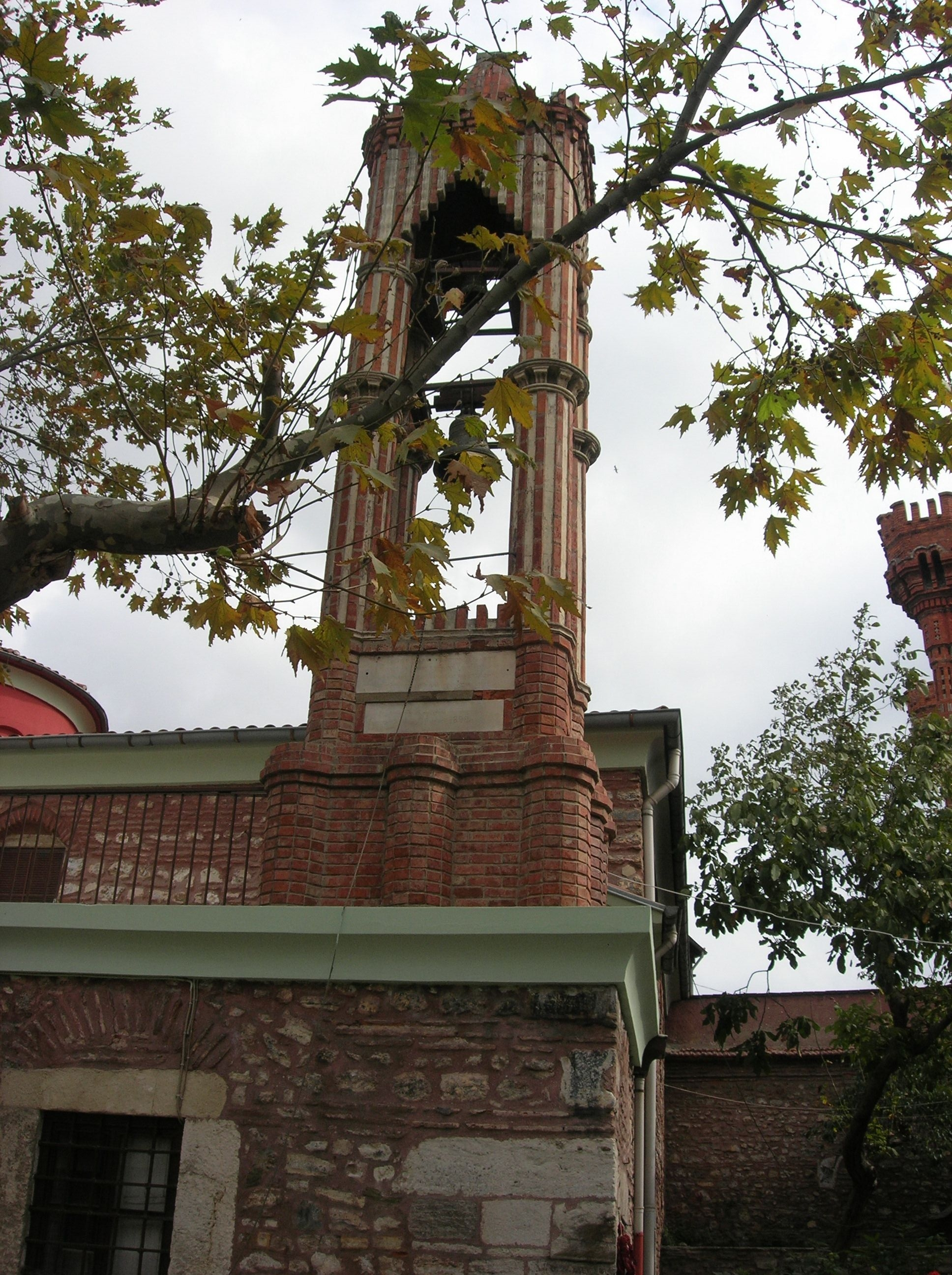
Maria Palaiologina ejerció al final como Ktetorissa del Monasterio de los Theotokos Panaghiotissa, conocido posteriormente como la Panaghia Mouchliotissa ("Nuestra Señora de los Mongoles")

La iglesia del monasterio estaba oficialmente dedicada a la Virgen María, pero por la asociación de María con ella, se hizo popularmente como "Iglesia de Santa María de los Mongoles". María nunca fue canonizada.
La Iglesia es conocida por los turcos como "la Iglesia de Sangre" (Kanli Kilise), ya que en ella tuvieron lugar violentos combates durante la caída de Constantinopla. Es la única iglesia en Constantinopla que nunca fue convertida en mezquita, siguiendo órdenes del sultán Mehmed el Conquistador. Se sitúa en Tevkii Cafer Mektebi Sok, en el barrio de Fanar.

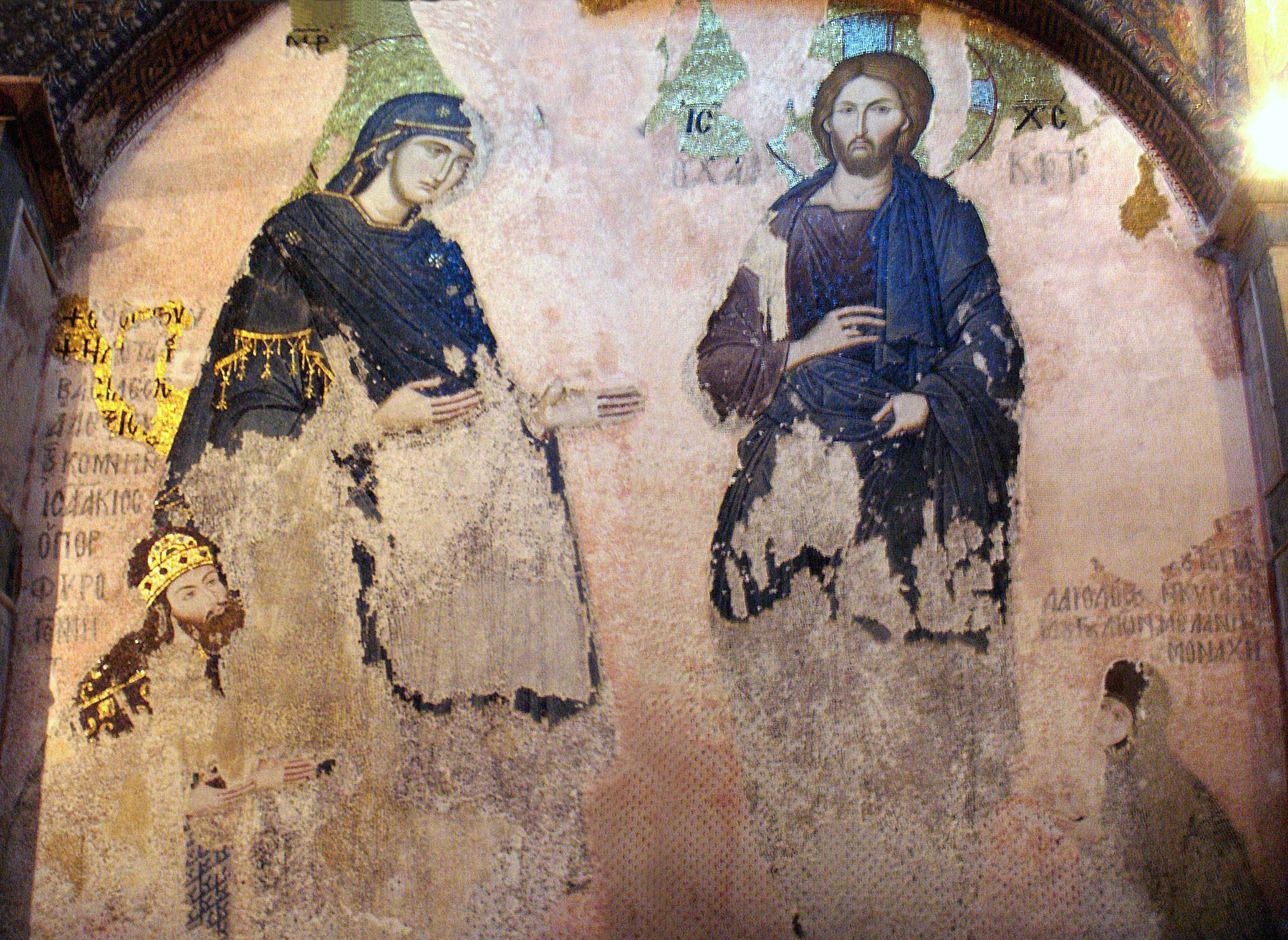
Escena de la Deesis en la Iglesia de Cora. La imagen de María puede verse en la parte inferior derecha del mosaico.

Hay un retrato superviviente de María en el mosaico, desde el nártex en el Monasterio de Cora (aparece como monja, con una inscripción de su nombre monástico de Melania), en la esquina inferior derecha de la escena de la Deesis.